# Akira Kurosawa
Akira Kurosawa (黒澤 明, Kurosawa Akira; Omori, Tokio, 23. ožujka 1910. – Setagaja, Tokio, 6. rujna 1998.), japanski filmski redatelj, scenarist i producent.
Zbog složenosti autorske ličnosti, kojom nadmoćno nadvladava složene raspone raznorodnih dramskih struktura, na zapadu je nazvan "Shakespeareom suvremenog filma", dok je u domovini dobio nadimak "Imperator". 
Kurosawa je neosporno jedan od najsnažnijih i najoriginalnijih autora i japanske i svjetske kinematografije. Jedinstvenu temu svoga stvaralaštva Kurosava određuje pitanjem: "zašto ljudi ne mogu živjeti sretnije zajedno?"

## Rani život
Akira Kurosawa rođen je u obitelji Isamua i Shime Kurosawa 23. ožujka 1910. godine. Bio je najmlađe od osmero djece Kurosawinih koji su živjeli u predgrađu  Tokija. Shima Kurosawa imala je četrdeset godina kad se Akira rodio, dok je njegovu ocu bilo 45 godina. Akira Kurosawa odrastao je u kući zajedno s tri starija brata i četiri starije sestre. Od ta tri brata, jedan je umro prije nego što se Akira rodio, dok je drugi već bio odrastao i odselio se od kuće. Jedna od njegove četiri sestre također je napustila dom kako bi zasnovala obitelj prije nego što se Kurosawa rodio. Kurosawina druga najstarija sestra, koju je nazvao "Mala velika sestra", također je umrla nakon kratke bolesti kad je imala deset godina.
Kurosawin otac je radio kao direktor srednje škole kojom je upravljala japanska vojska, a Kurosawa je potjecao iz loze bivših samuraja. Financijski, obitelj je bila iznad prosjeka. Isamu Kurosawa je prihvatio zapadnjačku kulturu uvodeći atletske programe koje je vodio i vodeći obitelj da vidi filmove koji su se tada tek počeli prikazivati u japanskim kinima. Kasnije, kad je japanska kultura odbacila američke filmove, Isamu Kurosawa je nastavio vjerovati da su filmovi pozitivno obrazovno iskustvo.
Akiru je u osnovnoj školi učitelj ohrabrivao da crta i počeo se zanimati za njegove talente. Njegov stariji brat, Heigo, imao je veliki utjecaj na njega. Heigo je bio vrlo inteligentan te je pobijedio na nekoliko školskih natjecanja, ali je imao i ono što će se kasnije nazvati njegovom ciničnom ili mračnom stranom. Godine 1923. je Tokio pogodio veliki potres i ubio 100 000 ljudi. Nakon događaja, 17-godišnji Heigo i 13-godišnji Akira su prolazili kroz ruševine. Posvuda su virili ljudski i životinjski leševi. Kad je Akira pokušao skrenuti pogled, Heigo ga je nagovarao na suprotno. Prema Akiri, ovo će ga iskustvo kasnije naučiti da se izravnim gledanjem u užase svladava strah.
Heigo je kasnije započeo karijeru pripovjedača (benshi) u tokijskim kinima. Benshi je publici pripovijedao nijeme filmove te bio jedinstven japanski dodatak kinematografskom iskustvu. Međutim, pojavom zvučnih filmova, benshiji su gubili posao diljem Japana. Heigo je organizirao štrajk benshija koji je na kraju propao. Akira je također bio uključen u sukobe radnika i uprave, napisavši nekoliko članaka za radikalne novine dok je u njima radio kao ilustrator. Nikad se nije smatrao  komunistom, a svoje će aktivnosti kasnije nazvati bezazlenim.
Kad je bio u ranim dvadesetima, njegov stariji brat Heigo je počinio samoubojstvo. Četiri mjeseca kasnije, najstariji Kurosawin brat je također umro, ostavivši Akiru s 23 godine kao jedinog preživjelog sina od ukupno četvorice.

## Rana karijera
Kurosawa je 1936. godine doznao o šegrtskom programu za redatelje koji je organizirao veliki filmski studio PCL (koji je kasnije postao poznat kao Toho). Unajmili su ga te je započeo raditi kao pomoćnik redatelja Kajirou Yamamotu. Nakon svog redateljskog debija sa  Sagom o judu, nekoliko njegovih sljedećih filmova je snimljeno pod budnim okom japanske ratne vlade te su ponekad sadržavali nacionalističke teme. Primjerice, Najljepši trenutak života je propagandni film o japanskim ženama koje rade u vojnoj optičkoj tvornici. Saga o judu 2 je držana izrazito antiameričkom jer je prikazivala japanski judo superiornijim u odnosu na zapadnjački (američki) boks.
Njegov prvi poratni film No Regrets for Our Youth, je kritika starog japanskog režima, o ženi ljevičarskog disidenta koji biva uhićen zbog svojih političkih nazora. Kurosawa je snimio još nekoliko filmova s temom suvremenog Japana, od kojih su najpoznatiji Pijani anđeo i Stray Dog. Međutim, međunarodnu slavu je stekao filmom Rašomon, s kojim je osvojio Zlatnog lava na  Venecijanskom filmskom festivalu.

## Redateljski pristup
Kurosawa je imao jedinstvenu snimateljsku tehniku, koju je razvio do pedesetih godina, a koja je njegovim filmovima davala jedinstven izgled. Volio je koristiti daljinske leće jer su izduživale kadar te zato što je vjerovao da će postavljanjem kamera dalje od glumaca od njih dobiti bolju izvedbu. Osim toga, koristio je i nekoliko kamera što mu je omogućavalo da snimi akcijsku scenu iz raznih kutova. Još jedan Kurosawin zaštitini znak bio je korištenje vremenskih elemenata kako bi dočarao ugođaj: na primjer jaka kiša u uvodnoj sceni Rašomona, i posljednja bitka u Sedam samuraja, snažna vrućina u Stray Dogu, hladni vjetar u  Tjelesnoj straži, snijeg u  Živjeti i magla u  Krvavom prijestolju.
Zbog svog redateljskog stila je bio poznat kao "Tenno", doslovno "Imperator". Bio je perfekcionist koji je provodio mnogo vremena i trošio mnogo truda kako bi postigao željene vizualne efekte. U Rašomonu je vodu obojio crnom kaligrafskom tintom kako bi postigao efekt jake kiše, a sve je završilo time da je potrošio cijele zalihe vode na lokaciji kako bi prikazao olujnu kišu. U Krvavom prijestolju, posljednja scena u kojoj Mifunea pogađaju strijelama, Kurosawa je koristio prave strijele koje su ispaljivali strijelci stručnjaci iz neposredne blizine, a završavale su nekoliko centimetara od Mifuneova tijela. U Kaosu, cijeli set dvorca je sagrađen na obroncima planine Fuji samo kako bi bio spaljen do temelja u posljednjoj sceni.
Poznate su i priče kako je zahtijevao da se tok rijeke okrene u suprotnom smjeru kako bi se postigli bolji vizualni efekti te da se ukloni krov kuće jer je smatrao kako bi prisutnost krova bila neatraktivna u kratkoj sekvenci snimanoj iz vlaka.
Njegov perfekcionizam se očitovao i u pristupima kostimima: mislio je kako ne bi izgledalo nimalo autentično da glumcima da nove kostime. Kako bi to riješio, često je glumcima davao njihove kostime tjednima prije snimanja i zahtijevao od njih da ih nose svakodnevno, da se "povežu s njima". U nekim slučajevima, kao što je Sedam samuraja, gdje je većina glumaca portretirala siromašne farmere, glumcima je rečeno da bi do početka snimanja kostimi trebali izgledati kao pravi dronjci.
Kurosawa je vjerovao kako "gotova" glazba ne ide dobro s filmom. Nakon što bi odabrao glazbeni komad kako bi pratio scene, obično ih je reducirao na jedan element (npr. samo trube). Tek na kraju njegovih filmova se čuju dovršeniji komadi.

## Utjecaji
Poznata sastavnica Kurosawinih filmova je širina njegovih umjetničkih utjecaja. Neke od njegovih radnji su adaptacije djela  Williama Shakespearea. Kaos je temeljen na Kralju Learu, Krvavo prijestolje na Macbethu, dok film Loši dobro spavaju ima paralela s Hamletom, ali nema potvrde da je to bila primarna inspiracija. Kurosawa je režirao i ekranizacije ruskih književnih djela, uključujući Idiota  Fjodora Dostojevskog i Na dnu, kazališni komad  Maksima Gorkog.  Živjeti je temeljen na Smrti Ivana Iljiča  Lava Tolstoja. Dersu Uzala je bio temeljen na istoimenim memoarima ruskog istraživača Vladimira Arsenejeva iz 1923. godine. Dijelovi priče iz  Riđobradog mogu se naći u Uvrijeđenima i poniženima Dostojevskog.
High and Low je bio temeljen na King's Ransom američkog pisca krimića Eda McBaina. Tjelesna straža je vjerojatno temeljena na romanu Dashiella Hammetta Crvena žetva, s dodatkom američkih vesterna, dok je Stray Dog inspiriran detektivskim romanima Georgesa Simenona. Američki redatelj John Ford također je izvršio veliki utjecaj na njegov rad.
Iako su mu neki japanski krtičari prigovarali da je "prezapadnjački", Kurosawa je bio i pod utjecajem japanske kulture, uključujući kabuki i noh kazalištima i žanrom Jidaigeki (drame tog perioda).
Kad je Kurosawa otišao upoznati Johna Forda, redatelja za kojeg se obično govorilo da je izvršio najveći utjecaj na Kurosawu, Ford je jednostavno rekao, "Stvarno voliš kišu". Kurosawa je odgovorio, "Stvarno si obraćao pozornost na moje filmove".

## Njegov utjecaj
Kurosawini filmovi izvršili su veliki utjecaj na svjetsku kinematografiju i nastavljaju inspirirati redatelje i druge, širom svijeta.

### Sedam samuraja

#### Vesterni
Sedam samuraja je doživio remakeove u raznim filmskim žanrovima, uključujući  vesterne,  znanstvenu fantastiku i kineske borilačke vještine. Glavne verzije, od kojih sve koriste istu strukturu priče, uključuju filmove:
- Sedmorica veličanstvenih (1960., red. John Sturges)
- Plaža bogova rata (1973., prod. Run Run Shaw)
- Sholay (1975., red. Ramesh Sippy)
- Bitka onkraj zvijezda (1980., prod. Roger Corman)
- World Gone Wild (1988., red. Lee Katzin)

Postoji još nekoliko verzija koje su više djelomično temeljeni na originalnom motivu, uključujući Tri amigosa i Život kukaca.

#### Indijski filmovi
Film je poslužio kao inspiracija indijskim filmovima koji uključuju sličnu radnju:
- Khotay Sikkay
- China Gate Rajkumara Santoshija
- Virumaandi Kamala Hassana

#### Romani
Priča je bila inspiracija za brojne romane, među ostalima peti roman  Stephena Kinga iz serijala Mračni toranj, Wolves of the Calla.

### Rašomon
Rašomon je također doživio remake, film Bijes  Martina Ritta iz 1964. godine. Tamilski filmovi Andha Naal (1954.) i Virumaandi (2004.), također koristi metodu pripovijedanja koju je rabio Kurosawa u Rašomonu. Film iz 2005. godine, Junak, s Jetom Lijem, isto tako koristi stil sličan onom iz Rašomona.
Rašomon nije samo pomogao japanskom filmu da se otvori svijetu, nego je ušao u engleski jezik kao izraz za nepovezano, nelogično prepričavanje (Rašomon-efekt).

### Tjelesna straža
Tjelesna straža (Yojimbo) bila je temelj za  vestern  Sergia Leonea Za šaku dolara i dva filma s  Bruceom Willisom, Posljednji preživjeli i Opaki igrači.

### Skrivena tvrđava
Skrivena tvrđava je izvršila veliki utjecaj na  Ratove zvijezda  Georgea Lucasa, posebno na epizode  IV i  VI, s naglaskom na likove R2-D2 i C-3PO. Lucas je kroz cijelu sagu koristio i efekt iščeznuća.

## Suradnje
Tijekom svog najproduktivnijeg perioda, od kraja četrdesetih do sredine šezdesetih, Kurosawa je često radio s istom skupinom suradnika. Furnio Hayasaka skladao je glazbu za sedam njegovih filmova - najpoznatiji su glazbeni brojevi za Rašomon, Živjeti i Sedam samuraja. Mnogi od Kurosawinih scenarija, uključujući Krvavo prijestolje, Sedam samuraja i Kaos, su zajednički napisani s Hideom Ogunijem. Yoshiro Muraki je bio Kurosawin scenograf za većinu njegovih filmova nakon Stray Doga 1949. godine, a Asakazu Nakai je bio njegov snimatelj na 11 filmova uključujući Živjeti, Sedam samuraja i Kaos. Kurosawa je volio raditi s isto grupom glumaca, posebno Takashijem Shimurom, Tatsuyom Nakadaijem i Toshirom Mifuneom. Njegova suradnja s potonjim, koja je započela s Pijanim anđelom 1948. godine, a završila 1965. godine s Riđobradim, je jedna od najslavnijih redatelj-glumac kombinacija u povijesti filma.

## Kasniji filmovi
Film Riđobradi je označio prekretnicu u Kurosawinoj karijeri više nego bilo koji drugi. Osim toga što je to bio posljednji film s Mifuenom, bio je to i njegov zadnji crno-bijeli film. Bio je i posljednji koji je snimio kao jedan od glavnih redatelja unutar japanskog studijskog sustava koji je snimao oko jedan film po godini. Kurosawa je trebao režirati holivudski projekt, Tora! Tora! Tora!, ali ga je 20th Century Fox zamijenio s Toshiom Masudom i Kinjijem Fukasakuom prije nego što ga je dovršio. Nekoliko njegovih sljedećih filmova je bilo sve teže financirati, te su snimljeni u intervalima od pet godina. Prvi, Dodesukaden, o skupini siromaha koji žive u prljavoj rupi, nije postigao veći uspjeh.
Nakon što je pokušao izvršiti samoubojstvo, Kurosawa je odlučio snimiti još nekoliko filmova, iako je sve teže pronalazio sredstva, unatoč njegovoj međunarodnoj reputaciji. Dersu Uzala, snimljen u  Sovjetskom Savezu i smješten u Sibir u rano 20. stoljeće, bio je jedini Kurosawin film snimljen izvan Japana i koji nije bio na japanskom jeziku. Govori o prijateljstvu između ruskog istraživača i nomadskog lovca, a osvojio je Oscara za najbolji strani film. Kagemusha - vojskovođin dvojnik, financiran uz pomoć redateljevih najslavnijih poštovatelja,  Georgea Lucasa i  Francisa Forda Coppole, priča je o čovjeku kojeg pozivaju da zamijeni umirućeg japanskog srednjovjekovnog gospodara i preuzme njegov identitet nakon njegove smrti. Film je osvojio  Zlatnu palmu na  Filmskom festivalu u Cannesu 1980. godine (koju je podijelio s filmom Sav taj jazz  Boba Fossea). Kaos je bila redateljeva verzija  Shakespearova Kralja Leara, smještena u srednjovjekovni Japan. Bio je to daleko najveći projekt Kurosawine kasne karijere, a proveo je desetljeće planirajući ga i pokušavajući naći sredstva, koje je na kraju uspio skupiti uz pomoć francuskog producenta Sergea Silbermana. Film je bio međunarodni uspjeh te se općenito smatra Kurosawinim posljednjim remek-djelom. U intervjuu, Kurosawa je rekao kako smatra da je to najbolji film koji je ikad snimio.
Kurosawa je tijekom devedesetih snimio još tri filma koja su bila više osobna u odnosu na njegove ranije radove.  Snovi su serija vinjeta temeljenih na vlastitim snovima. Rapsodija u kolovozu govori o uspomenama na atomsku bombu koja je bačena na Nagasaki, a njegov posljednji film, Madadayo, o umirovljenom nastavniku i njegovim bivšim učenicima. Kurosawa je umro od srčanog udara u Setagayju, Tokio, u 88. godini.
Nakon kiše je postumni film iz 1998. godine koji je režirao Kurosawin najbliži suradnik, Takashi Koizumi, produciran od strane Kurosawa Production (Hisao Kurosawa), s Tatsudom Nakadaijem i Shirom Mifuneom, sinom Toshira Mifunea u glavnim ulogama. Scenarij i dijaloge je napisao sam Kurosawa. Priča je temeljena na kratkom romanu Shugoroa Yamamota, Ame Agaru.

## Privatni život
Kurosawina žena bila je Yoko Yaguchi. S njom je dvoje djece: sina Hisaoa i kći Kazuko.
Kurosawa je bio na zlu glasu kao strastveni sladokusac te je trošio obilne količine novca na filmskim setovima za razne delikatese, posebno meso, za glumce i ekipu, iako je meso ponekad ostavljano za zvučne efekte zvukova oštrica koje sijeku meso u mnogim mačevalačkim scenama.

## Nagrade
- 1951. – Zlatni lav na  Venecijanskom filmskom festivalu za Rašomon
- 1951. – Počasni Oscar: Najbolji strani film za Rašomon
- 1955. – Srebrni lav na Venecijanskom filmskom festivalu za Sedam samuraja
- 1975. – Oscar za najbolji strani film - Dersu Uzala
- 1980. – Zlatna palma na  Filmskom festivalu u Cannesu - Kagemusha - vojskovođin dvojnik
- 1982. – Zlatni lav za životno djelo na Venecijanskom filmskom festivalu
- 1984. – Legija časti
- 1990. - Nagrada Fukuoka Asian Culture
- 1990. – Oscar za životno djelo
- 2006. – Počasna nagrada 10. iranskog filmskog festivala

## Filmografija
| Godina | Film                            |
| ------ | ------------------------------- |
| 1943.  | Saga o judu                     |
| 1944.  | Najljepši trenutak života       |
| 1945.  | Saga o judu 2                   |
| 1945.  | Ljudi koji stali na tigrov rep  |
| 1946.  | No Regrets for Our Youth        |
| 1946.  | Jedna divna nedjelja            |
| 1948.  | Pijani anđeo                    |
| 1949.  | Tihi dvoboj                     |
| 1949.  | Stray Dog                       |
| 1950.  | Skandal                         |
| 1950.  | Rašomon                         |
| 1951.  | Idiot                           |
| 1952.  | Živjeti                         |
| 1954.  | Sedam samuraja                  |
| 1955.  | Record of a Living Being        |
| 1957.  | Krvavo prijestolje              |
| 1957.  | Na dnu                          |
| 1958.  | Skrivena tvrđava                |
| 1960.  | Loši dobro spavaju              |
| 1961.  | Tjelesna straža                 |
| 1962.  | Sanjuro                         |
| 1963.  | High and Low                    |
| 1965.  | Riđobradi                       |
| 1970.  | Dodesukaden                     |
| 1975.  | Dersu Uzala                     |
| 1980.  | Kagemusha - vojskovođin dvojnik |
| 1985.  | Kaos                            |
| 1990.  | Snovi                           |
| 1991.  | Rapsodija u kolovozu            |
| 1993.  | Madadayo                        |

## Vanjske poveznice
- Akira Kurosawa u internetskoj bazi filmova IMDb-u (engl.)
- Senses of Cinema: Great Directors Critical Database
- Great Performances: Kurosawa (PBS)  Arhivirana inačica izvorne stranice od 24. siječnja 2007. (Wayback Machine)
- Kurosawa project
- Vijesti i informacije o Akiri Kurosawi